# Enrico Martuscelli
Enrico Martuscelli (Napoli, 24 luglio 1836 – Roma, 14 marzo 1917) è stato un magistrato, funzionario e politico italiano.

## Biografia
Funzionario dell'amministrazione fiscale del Regno delle Due Sicilie, in forza alla Direzione generale dei dazi indiretti e alla Gran corte dei conti di Napoli, dal 1861, subentrata l'amministrazione italiana, prosegue la carriera alla Corte dei conti, dove viene in seguito promosso consigliere, segretario e direttore generale. Nel 1892 compie la seconda ispezione nei confronti della Banca Romana, travolta dal ben noto scandalo, l'anno successivo viene nominato direttore generale del Banco di Napoli.